# Olivier Duhamel
Ne doit pas être confondu avec Olivier Duha.
Pour les articles homonymes, voir Duhamel.
Olivier Duhamel est un constitutionnaliste et politologue français, né le 2 mai 1950 à Neuilly-sur-Seine.
Agrégé de droit public, professeur des universités émérite à l'Institut d'études politiques de Paris (Sciences Po), il est spécialiste du droit constitutionnel, de la Cinquième République et de la gauche française. Jusqu'à fin 2010, il a été professeur dans les établissements suivants : l’université de Besançon, l’université Paris-Nanterre, l’université Panthéon-Sorbonne et à Sciences Po. Il est président de la Fondation nationale des sciences politiques de 2016 au 4 janvier 2021.
Il occupe de nombreuses fonctions publiques et politiques, notamment comme conseiller de Daniel Mayer et Robert Badinter, présidents du Conseil constitutionnel (1983-1995), membre du comité consultatif pour la révision de la Constitution présidé par Georges Vedel (1993) et du Comité de réflexion et de proposition sur la modernisation et le rééquilibrage des institutions présidé par Édouard Balladur (2007). Il est député européen socialiste entre 1997 et 2004.
Auteur de plusieurs documentaires pour la télévision, il intervient fréquemment dans les médias, en particulier comme éditorialiste sur Europe 1 et LCI. Il est éditeur au Seuil et chez Dalloz.
En avril 2021, il admet avoir commis des viols et agressions sexuelles sur son beau-fils alors adolescent, à la suite d'accusations d'inceste portées contre lui par sa belle-fille Camille Kouchner. Il avait déjà démissionné en janvier 2021 de toutes ses fonctions et était radié de l'ordre des avocats de Paris.

## Situation personnelle

### Famille, jeunesse et formation
Olivier Duhamel est le fils de Jacques Duhamel (1924-1977), qui fut directeur de cabinet du président du Conseil, le radical Edgar Faure, puis trois fois ministre sous la présidence de Georges Pompidou.
Sa mère, Colette Rousselot (1924-2008), travaille dans l'édition en 1952, lorsque son beau-père, Maurice Bourdel, lui cède, ainsi qu’à sa sœur Nadine Bolloré, une partie des actions qu’il détient dans les éditions de la Table ronde. Elle rencontre Claude Gallimard qu'elle épouse en secondes noces le 14 novembre 1980 à Paris,.
Olivier Duhamel a trois frères : Jérôme (né en 1948, mort accidentellement en 1971) énarque, Stéphane (né en 1951), qui présida RTL puis La Provence, et Gilles (né en 1952), médecin, inspecteur général des affaires sociales.
Dans sa jeunesse, il voit passer des personnalités importantes chez ses parents, ce qu'il évoque dans une biographie de ses parents, intitulée Colette et Jacques, publiée en 2019.
Ses parents sont très proches de l'armateur Francis Fabre, président des Chargeurs réunis, et du couple Pierre et Hélène Lazareff qui les reçoivent régulièrement — avec Olivier Duhamel et ses frères — en même temps que d'autres personnalités, le dimanche dans leur propriété de Louveciennes.
Il fait ses études supérieures à l'université de Paris (campus de Nanterre) de 1967 à 1973. Après une première année en sciences économiques, il poursuit par le droit. Licencié en droit puis diplômé d'études supérieures en droit public et en science politique.
Il est, en outre, diplômé de l’Institut d'études politiques de Paris (1972, section Service Public).

### Vie privée
Olivier Duhamel est marié de 1974 à 1981 à Leïla Murat (née en 1953), cousine de Salomé Murat (épouse d'Albin Chalandon), descendante des maréchaux et princes d’Empire Joachim Murat et Louis-Alexandre Berthier.
Duhamel se remarie en 1987 avec la juriste et romancière Évelyne Pisier (déjà mère de trois enfants, issus d'un premier mariage avec Bernard Kouchner) et ensemble, ils adoptent deux enfants chiliens : une fille, Aurore, en 1987 et un garçon, Simon, en 1989. Évelyne Pisier relate cette expérience dans Une question d'âge, une « autobiographie fictionnée » publiée en 2005. Évelyne Pisier est la sœur de l'actrice Marie-France Pisier.
Il n'a aucun lien de parenté avec Alain Duhamel ou Patrice Duhamel.

## Carrière

### Carrière universitaire et éditoriale

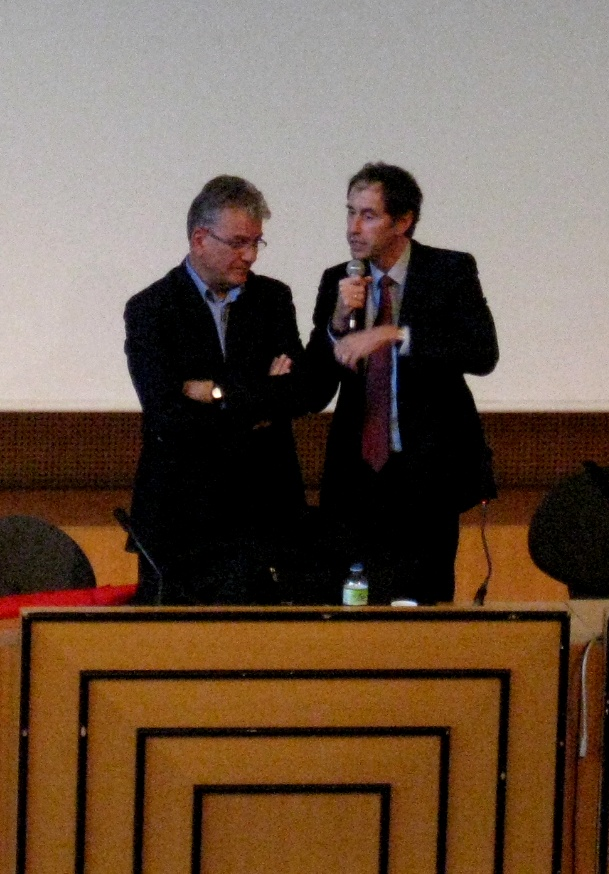
Olivier Duhamel (à gauche) avec le directeur de Sciences Po Richard Descoings le 24 novembre 2010, jour de son dernier cours donné à l'Institut.

Olivier Duhamel devient assistant à l'université Paris X-Nanterre. Il y obtient son doctorat d'État en droit public en 1979 avec une thèse sur La Gauche et la Ve République, dirigée par René de Lacharrière, dans laquelle il analyse le rejet originel, puis le ralliement de la gauche française aux institutions et aux pratiques créées par Charles de Gaulle.
Nommé professeur des universités à l'université de Besançon à la suite de son succès au concours d'agrégation de droit public en 1981, il est ensuite nommé à l'université Paris X-Nanterre (1984-1988), puis à l'université Paris-I-Panthéon-Sorbonne. Il enseigne pendant plus de vingt-cinq ans à l'institut d'études politiques de Paris (Sciences Po), assurant le cours d’institutions politiques en première année de 1986 à 2010, ainsi que différents cours sur la vie politique française, le droit constitutionnel et la politique comparée. Il y a notamment créé les premiers cours enrichis en ligne. Il annonce le 24 novembre 2010 qu'il ne fera plus de cours magistraux mais se consacrera à son activité de conseiller du directeur de Sciences Po. Il est désormais professeur émérite à Sciences Po.
Il est l'auteur de plusieurs manuels de droit constitutionnel (Droit constitutionnel et institutions politiques, un Dictionnaire constitutionnel, un ouvrage sur le bilan de la Ve République) et a participé à une Histoire des idées politiques (1993) et au Dictionnaire des œuvres politiques (1995).
Membre du conseil d'administration de la Fondation nationale des sciences politiques (depuis 1995), l’organe de gouvernance qui a la responsabilité des grandes orientations stratégiques et de la gestion administrative et financière de Sciences Po, il en a été élu président le 10 mai 2016. Le 4 janvier 2021, Olivier Duhamel annonce sa démission à la suite d'accusations de viol sur mineur et d'inceste sur le fils de son épouse décédée, alors que celui-ci était âgé de moins de 15 ans.
Il est également :
- président du jury du prix Guy-Carcassonne du meilleur article constitutionnel, créé en 2014 ;
- président du conseil d'administration de Teach for France, depuis sa création en 2015 jusqu'à fin 2016 ;
- président du jury du prix Sciences Po de la photographie politique, qu'il a créé en 2017.

Aux éditions du Seuil, il est :
- cofondateur et codirecteur de publication, avec Philippe Ardant, de la revue d'études constitutionnelles et politiques Pouvoirs[14] ;
- directeur à partir de 1993 de la série « Textes politiques ».

Il est directeur depuis 2006 de la collection À savoir aux éditions Dalloz.
Il dirige également la publication annuelle de TNS Sofres L’État de l’opinion de 1984, avec Jérôme Jaffré jusqu’en 1997, Philippe Méchet de 1997 à 2003, Brice Teinturier de 2003 à 2010 et Édouard Lecerf jusqu'à l'arrêt de la collection en 2016.

### Carrière politique et participation au débat public
Olivier Duhamel est conseiller des présidents du Conseil constitutionnel Daniel Mayer puis Robert Badinter de 1983 à 1995, et membre du Comité consultatif pour la révision de la Constitution (« commission Vedel ») en 1992 et 1993.
En juin 1997, il devient député européen à la faveur de la nomination de Bernard Kouchner, son prédécesseur sur la liste des candidats élus du Parti socialiste aux élections européennes de juin 1994, comme secrétaire d'État à la Santé auprès de Martine Aubry ministre de l'Emploi et de la Solidarité, dans le gouvernement Lionel Jospin ; il siégera jusqu'en 2004 dans le groupe du Parti socialiste européen. Auteur du rapport sur la constitutionnalisation des traités (octobre 2000), il a été l'un des principaux contributeurs à la Convention européenne, où il a représenté le Parlement européen. Le PS ne l'ayant pas réinvesti pour les élections européennes de 2004, il quitte le parti.
Critique du fonctionnement de la Cinquième République et de ses tendances « monarchistes » (division des pouvoirs au profit de l’exécutif), il est depuis l'élection présidentielle de 2002 partisan d'une Sixième République et d'un système primo-ministériel, qu’il juge capable d’établir un équilibre institutionnel qui manquerait à la Cinquième République.
Il est l'auteur de l'article « Les 12 raisons de voter oui » au référendum du 29 mai 2005, dans la revue Sociétal, peu de temps avant la victoire du non au référendum sur le projet de Constitution européenne.
Il fait partie de l'équipe des anciens chercheurs et associés au CEVIPOF.
En 2007, il participe au Comité de réflexion et de proposition sur la modernisation et le rééquilibrage des institutions, mis en place par le président de la République Nicolas Sarkozy et présidé par Édouard Balladur.
Il est vice-président du club Le Siècle de 2010 à 2012. Il en est le président de  janvier 2020 à avril 2021,
Ami avec François Hollande, il soutient aussi Emmanuel Macron,, il lui fait passer plusieurs notes et participe à quelques meetings de campagne. Dans la revue Pouvoirs, il le compare au général de Gaulle. Selon Le Monde, il est consulté sur la première mouture d’un plan de lutte en faveur de la laïcité – le futur projet de loi contre le séparatisme. Le 23 avril 2017, il fait un passage à la célébration de la qualification d'Emmanuel Macron pour le second tour de l'élection présidentielle de 2017 à La Rotonde. « L’affaire Olivier Duhamel » est par la suite surveillée de près par Emmanuel Macron et son Premier ministre Édouard Philippe, l’opprobre qui touche Olivier Duhamel imposant « une mise à distance aussi urgente que stratégique ».

### Carrière d'avocat
Olivier Duhamel est avocat au barreau de Paris et a prêté serment le 9 décembre 2010. Il est ensuite associé du cabinet d'avocats Veil Jourde, cabinet des fils de Simone Veil.
Il est membre du Club des juristes, un cercle de réflexion, créé à l'initiative de Nicolas Molfessis, réunissant une quarantaine de juristes, financé par des cabinets d’avocats et des grandes entreprises, présidé par l'avocat et ancien Premier ministre Bernard Cazeneuve et auquel appartiennent également Jean Veil, Louis Vogel, Loïc Cadiet, Denys de Béchillon.
Le 22 février 2021, le bâtonnier de l'ordre des avocats de Paris, Olivier Cousi, confirme qu'une enquête disciplinaire est engagée à son égard par le barreau de Paris. En juillet 2021, il démissionne du Barreau de Paris. Le 12 octobre 2021, il est radié de l'Ordre des avocats de Paris à la suite d'une procédure disciplinaire engagée par le conseil de l'ordre.

### Carrière dans l'édition et les médias
Responsable avec Jean-Luc Parodi de la collection « Recherches politiques » aux Presses universitaires de France, Olivier Duhamel la transfère aux éditions du Seuil en 1993, après la nomination de Pascal Gauchon, ancien responsable d'extrême droite, fondateur du Parti des forces nouvelles, à la tête de la collection « Major ».
Il tient pendant six ans, de 2004 à 2010, une chronique quotidienne sur l'actualité politique française et internationale dans le cadre des Matins de France Culture. Le 23 juillet 2010, il annonce qu'il quitte les Matins, « pas de son fait », dit-il, regrettant de quitter sa radio favorite, « l'honneur du service public »[réf. nécessaire], pour rejoindre la radio Europe 1.
À compter de 2007, il coanime l'émission Mediapolis le samedi à 10 h sur Europe 1 ; l'émission traite des relations entre les médias et le monde politique, l'émission qu'il présentait avec Catherine Nay est annulée le 9 janvier 2021.
L’été 2015, il présente la série Politiques fictions, et l’été 2016, la série Histoires de présidentielles, qui revisite par ce prisme la vie politique de 1958 à nos jours, et l’été 2017, la série « La folle présidentielle ». En 2018 et 2019, il participe à la création de séries podcastées pour Europe 1, la première sur la naissance de la Ve République, la seconde sur les présidents dans la tourmente.
Sur LCI, il participe à l’émission Politiquement show les mercredi et jeudi de 20 h à 21 h en direct.
Après avoir débattu les dimanches matin à 8 h 30, il participe jusqu'en septembre 2017 au Club de la presse d'Europe soir, animé par Nicolas Poincaré tous les jeudis et vendredis et écrit des éditos sur Le Lab, le site internet d'Europe 1.
Il intervient sur LCI deux fois par semaine, notamment dans l'émission 24h Pujadas, l'info en questions, de 18 h 15 à 20 h.
Il est également auteur de nombreux documentaires pour la télévision.

## Accusations d'inceste, de viol et d'agressions sexuelles

### Publication deLa Familia grande
Début janvier 2021, Camille Kouchner, fille d'Évelyne Pisier et de Bernard Kouchner et belle-fille d'Olivier Duhamel, accuse ce dernier d'inceste, de viol et d'agressions sexuelles répétées « pendant des années », dans son livre La Familia grande.
Elle y raconte qu'à partir des années 1988 et 1989, son beau-père abusait régulièrement de son frère jumeau (rebaptisé « Victor » dans le livre) durant leur adolescence,,.
Ces faits sont théoriquement prescrits depuis 2003.
Pour obtenir le silence des proches, Olivier Duhamel « vend », selon ce livre, une « histoire d’amour » incestueuse et pour obtenir celui des jumeaux, alors âgés de 13-14 ans, le risque de blesser leur mère, alors en dépression à la suite de la mort de ses deux parents par suicide, successivement en 1986 et 1988.

### Ouverture de l'enquête
Dès connaissance du contenu du livre, Rémy Heitz, procureur de la République de Paris informe que le parquet de Paris ouvre le 5 janvier une enquête avec comme chefs d'accusation « viols et agressions sexuelles par personne ayant autorité ». L’enquête est confiée à la brigade de protection des mineurs de la direction régionale de la police judiciaire (DRPJ). Le Monde révèle le même jour qu'après la mort inexpliquée et non accidentelle de l'actrice Marie-France Pisier en avril 2011, une de ses amies avait à l’époque « témoigné auprès des enquêteurs que les raisons de la brouille de la défunte avec sa sœur sont à chercher du côté du beau-frère Olivier Duhamel », et que ses neveux avaient alors été convoqués par la brigade de protection des mineurs.
Dans la foulée des accusations du livre, et sans les démentir, Duhamel démissionne de ses fonctions à la Fondation nationale des sciences politiques. Il démissionne de la présidence du Siècle. Il quitte ses fonctions d'animateur et de chroniqueur sur  Europe 1 et LCI .
Les accusations évoquées par Camille Kouchner auraient été connues de l’entourage d’Olivier Duhamel dès 2008, notamment à l’initiative de Marie-France Pisier qui souhaitait en outre que sa sœur Évelyne « parle » et quitte son mari. Celui-ci aurait néanmoins continué à bénéficier de plusieurs soutiens, dont ceux de Jean Veil et Marc Guillaume, jusqu'à être élu à la présidence du club d’influence Le Siècle en janvier 2020.

### Démission du directeur de Sciences Po
« L’affaire Olivier Duhamel » crée également d'importants remous à Sciences Po,. Le directeur de Sciences Po, Frédéric Mion, qui dans un premier temps (le 4 janvier 2021) se dit stupéfait, reconnaît ensuite avoir été averti dès l’année 2018 « du fond » des accusations de Camille Kouchner, ceci par l’entremise de l’ex-ministre Aurélie Filippetti.
Un rapport de l'Inspection générale de l'Éducation, du sport et de la recherche note que sept personnes avaient eu connaissance des accusations, et souligne les « manquements », « erreur » et « mensonge » de Frédéric Mion, qui démissionne à la suite de ces révélations le 9 février. Il précise dans un communiqué : « Notre maison traverse depuis la révélation des faits criminels reprochés une période très douloureuse. Le rapport pointe […] de ma part des erreurs de jugement dans le traitement des allégations dont j’avais eu communication en 2018, ainsi que des incohérences dans la manière dont je me suis exprimé sur le déroulement de cette affaire après qu’elle a éclaté. Je mesure le trouble qui en résulte et j’en assume l’entière responsabilité ».

### Témoignages, plaintes et auditions
À la suite de la publication du livre de sa sœur Camille, Julien Kouchner, fils aîné d'Évelyne Pisier, interrogé par Le Parisien le 24 janvier 2021, confirme que « révélées au sein du cercle familial en 2008, les accusations d'inceste portées par Victor contre le politologue influent, ont laissé place à "deux catégories" de personnes […] il y a "ceux qui se sont éloignés et ont même rompu avec lui", et "les autres qui sont restés par incrédulité ou opportunisme". […] depuis la sortie de La Familia grande, une troisième catégorie de personnes est apparue, celle des "complices qui ont qualifié de rumeurs des faits qu'ils savaient exacts" ».
À nouveau interrogé par la brigade de protection des mineurs le 21 janvier 2021, « Victor » Kouchner dépose une plainte contre son beau-père, cette plainte entre dans le cadre de l’enquête ouverte dès le 5 janvier, dont l’objet est « de vérifier que les faits sont bien prescrits depuis 2003, [de] faire la lumière » sur cette affaire et « [d’]identifier toute autre victime potentielle ».
Interrogés par la brigade de protections des mineurs, les enfants adoptifs d'Olivier Duhamel, la fille le 8 et le fils le 12 février, ont indiqué qu'ils n'avaient pas été abusés par leur père,,,.

### Le «phalanstère» de Sanary-sur-Mer
Chaque été, Olivier Duhamel recevait dans sa propriété de Sanary-sur-Mer (Var) des membres de sa famille et des personnalités de l'intelligentsia française. Selon les révélations faites par Camille Kouchner, la villa de Sanary regroupait des « parents hilares et des enfants fous de liberté ». L'autrice compare l'endroit à un « phalanstère » où « certains des parents et enfants s'embrassent sur la bouche », tandis que « les jeunes sont offerts aux femmes plus âgées » ou bien, « mim[ent] devant les parents des scènes de sexe »,.

### Aveux d'Olivier Duhamel
Le 13 avril 2021, auditionné par la brigade de protection des mineurs, Olivier Duhamel reconnaît « difficilement », selon TF1 et l'AFP, les faits qui lui sont reprochés, notamment d'avoir abusé de son beau-fils dans les années 1980. Les faits étant prescrits, le politologue ne peut pas être poursuivi en justice. L'enquête est classée sans suite pour prescription le 14 juin 2021,.
Le 12 octobre 2021, le conseil de l'ordre des avocats de Paris radie Olivier Duhamel.

## Ouvrages
- Chili ou la tentative ; révolution/légalité, Paris,Gallimard, 1974.
- Avec Henri Weber, Changer le PC (parti communiste) ? Débats sur le gallo-communisme, Paris, PUF, 1979.
- Le Quinquennat, Presses de Sciences Po, Paris, 1980.
- Dictionnaire constitutionnel, Presses universitaires de France, Paris, 1992.
- La Constitution française, Paris, Presses universitaires de France, coll. « Que sais-je ? », 1992.
- La Gauche et la Ve République, Presses universitaires de France, coll. « Quadrige », Paris, 1992.
- Aux urnes, citoyens !, éditions du May, 1993
- Avec François Châtelet, Évelyne Pisier, Pierre Bouretz et Dominique Colas, Histoire des idées politiques, Paris, Presses universitaires de France, 1993
  - nouvelle édition par Géraldine Muhlmann, 2012.
- Droit constitutionnel et politique, Éditions du Seuil, Paris, 1994 ; rééditions en deux ouvrages :
  - Seuil, coll. « Points », Paris, Droit constitutionnel : tome 1, Le Pouvoir politique en France, 1999 ; tome 2, Les Démocraties, 2000.
- Dictionnaire des œuvres politiques, avec François Châtelet et Évelyne Pisier, Presses universitaires de France, 1995.
- Petit Dictionnaire pour lutter contre l'extrême-droite, avec Martine Aubry, Seuil, Paris, 1995.
- Petit Dictionnaire de l'euro, avec Daniel Cohn-Bendit et Thierry Vissol, Seuil, 1998.
- Démocratie, avec Robert Darnton, Seuil, Paris, 1999.
- Présidentielles, les surprises de l'Histoire (1965-2005), avec Jean-Noël Jeanneney, Seuil, 2002.
- Le Pouvoir politique en France, Seuil, Paris, 2003.
- La Constitution européenne, Armand Colin, Paris, 2004.
- La Ve République (1958–2009), avec Jean-Jacques Chevallier et Guy Carcassonne, Paris, Armand Colin, 2004.
- Pour l'Europe. Le texte intégral de la constitution expliqué et commenté, Paris, Seuil, 2005.
- Des raisons du Non, Seuil, Paris, 2005.
- Matins d'un Européen, Seuil, Paris, 2005.
- Le Starkozysme, coécrit avec Michel Field, Seuil, 2008.
- Droit constitutionnel et Institutions politiques, Seuil, Paris, 2009, nouvelle édition 2011.
- QPC, la question prioritaire de constitutionnalité, avec Guy Carcassonne, Dalloz, coll. « À savoir », 2011 ; nouvelle édition 2015.
- Les Élections présidentielles, avec Marion Ballet, Dalloz, coll. « À savoir », Paris, 2011;
- Histoire de la Ve République (1958-2012), avec Jean-Jacques Chevallier, Guy Carcassonne, Julie Benetti, Dalloz, 2015.
- La parole est à l'avocat, avec Jean Veil, dictionnaire de citations, Dalloz, coll. « À savoir », 2014  (ISBN 978-2247139675); nouvelle édition 2015.
- Droit constitutionnel et institutions politiques, avec Guillaume Tusseau, 4e édition, Seuil, 2016.
- Les Primaires pour les nuls, avec l'institut Montaigne, éditions First, 21 avril 2016.
- Macron, et en même temps..., avec Laurent Bigorgne & Alice Baudry, Plon, 2017  (ISBN 978-2259259866) 306 p..
- Colette et Jacques, Plon, roman, 2019,  (ISBN 978-2259268448) 250 p..
- Les Mots de Macron, avec Laurent Bigorgne, Dalloz, nouvelle édition, 2019.
- La Ve République démystifiée (direction avec Martial Foucault, Mathieu Fulla et Marc Lazar), Presses de Sciences Po, Paris, 2019, 238 p.
- Les mots du coronavirus, avec Laurent Bigorgne, Dalloz, 2020.

## Documentaires
- 1995-2005 : Les Grandes Batailles de la République, France 5, réalisé par Bernard George, Cinétévé - coauteur avec Jean-Noël Jeanneney
- 1997 : Les Médiateurs du Pacifique, de Charles Belmont - coscénariste
- Histoires d'entreprises[Quand ?], France 5, MK2 - coauteur
- 1998 : Démocratie, démocracy, avec Robert Darnton, France 5.
- 2005 : Petite Histoire de la Constitution européenne, réalisé par Bernard George, Arte, 13productions - auteur